# Route nationale 781
Die Route nationale 781, kurz N 781 oder RN 781, war eine französische Nationalstraße, die von 1933 bis 1973 zwischen Hennebont und Locmariaquer verlief. Ihre Gesamtlänge betrug 51 Kilometer.